# آلمو (داکوتای شمالی)
آلمو(به انگلیسی: Alamo) شهری در ایالت داکوتای شمالی کشور ایالات متحده آمریکا است که جمعیت آن در سرشماری سال ۲۰۱۰ میلادی، ۵۷ نفر بوده‌است.